# العلاقات الأندورية اللاتفية
العلاقات الأندورية اللاتفية هي العلاقات الثنائية التي تجمع بين أندورا ولاتفيا.

## مقارنة بين البلدين
هذه مقارنة عامة ومرجعية للدولتين:
| وجه المقارنة                                              | أندورا                                                     | لاتفيا                                             |
| --------------------------------------------------------- | ---------------------------------------------------------- | -------------------------------------------------- |
| المساحة (كم2)                                             | 468                                                        | 64.59 ألف                                          |
| عدد السكان (نسمة)                                         | 76.18 ألف                                                  | 1.93 مليون                                         |
| الكثافة السكانية (ن./كم²)                                 | 16.28 ألف                                                  | 29.88                                              |
| العاصمة                                                   | أندورا لا فيلا                                             | ريغا                                               |
| اللغة الرسمية                                             | اللغة الكتالونية                                           | اللغة اللاتفية                                     |
| العملة                                                    | يورو                                                       | يورو، لاتس لاتفي، الروبل اللاتفي ‏، الروبل اللاتفي ‏ |
| الناتج المحلي الإجمالي (بليون دولار)                      | 3.01 مليار                                                 | 30.26 مليار                                        |
| الناتج المحلي الإجمالي (تعادل القوة الشرائية) بليون دولار |                                                            | 49.24 مليار                                        |
| الناتج المحلي الإجمالي الاسمي للفرد دولار أمريكي          |                                                            | 14.06 ألف                                          |
| الناتج المحلي الإجمالي للفرد دولار أمريكي                 |                                                            | 23.55 ألف                                          |
| مؤشر التنمية البشرية                                      | 0.858                                                      | 0.819                                              |
| رمز المكالمات الدولي                                      | +376                                                       | +371                                               |
| رمز الإنترنت                                              | .ad                                                        | .lv                                                |
| المنطقة الزمنية                                           | ت ع م+01:00، توقيت وسط أوروبا، ت ع م+02:00، أوروبا/أندورا ‏ | ت ع م+02:00، ت ع م+03:00، أوروبا/ريغا ‏             |

## منظمات دولية مشتركة
يشترك البلدان في عضوية مجموعة من المنظمات الدولية، منها:
| علم المنظمة | اسم المنظمة                    | تاريخ انضمام أندورا | تاريخ انضمام لاتفيا |
| ----------- | ------------------------------ | ------------------- | ------------------- |
|             | الاتحاد الدولي للاتصالات       | 12 نوفمبر 1993      | 11 ديسمبر 1921      |
|             | منظمة حظر الأسلحة الكيميائية   | ?                   | ?                   |
|             | يونسكو                         | 20 أكتوبر 1993      | 9 يوليو 1951        |
|             | مجلس أوروبا                    | ?                   | ?                   |
|             | الأمم المتحدة                  | 28 يوليو 1993       | 17 سبتمبر 1991      |
|             | منظمة الشرطة الجنائية الدولية  | ?                   | ?                   |
|             | منظمة الأمن والتعاون في أوروبا | 25 أبريل 1996       | 10 سبتمبر 1991      |

## وصلات خارجية
- موقع وزارة الخارجية الأندورية
- موقع وزارة الخارجية اللاتفية